# Новий Олімп
«Новий Олімп» (італ. Nuovo Olimpo) — італійська романтична драма 2023 року, написана та знята Ферзаном Озпетеком, яка розповідає про двох чоловіків, які зустрічаються та закохуються в Римі кінця 1970-х років, але несподівано розлучаються.
Прем’єра фільму відбулася на Римському кінофестивалі 22 жовтня 2023 року та вийшла на «Netflix» 1 листопада 2023 року.

## Сюжет
Рік 1978-й. В Італії – Свинцеві роки. Сором’язливий студент-медик П’єтро дивиться фільм у кінотеатрі «Новий Олімп», яким керує розкішна Тітті і який геї використовують для круїзингу. Там він зустрічає Енею, студента, який вивчає кінематограф. Між ними відразу виникає взаємний потяг. Еней запрошує П’єтро до вбиральні на сеанс сексуальних втіх, але П’єтро вагається. Згодом Еней розповідає своїй подрузі та коханій Алісі про зустріч, і та дає йому ключ від порожньої квартири своєї бабусі. Наступного дня П'єтро та Еней зустрічаються в кіно та займаються сексом у квартирі. Вони проводять ніч разом, домовляються наступного дня знову зустрітися у «Новому Олімпі». Після фільму хлопці планують повечеряти у тратторії, але перед тим Енею потрібно відвідати свою матір у лікарні. Тим часом антифашистський протест надворі виходить з-під контролю, протестувальники вриваються до кінотеатру, де спалахує хаос. Тітті допомагає Енею вибратися з кіно, й він вирушає на пошуки П’єтро. Але марно – вони не обмінялися номерами телефонів чи адресами, й втрачають будь-який зв’язок.
Рік 1988-й. Минуло десять років. Еней став режисером, який перебуває в зениті слави завдячуючи своєму останньому фільму, вигаданому зображенню його короткого роману з П’єтро. Тим часом П'єтро одружений на жінці на ім'я Джулія. Не знаючи режисера, П’єтро та Джулія дивляться фільм Енеї, і П’єтро вражений подібністю між фільмом та його власним життям. Джулія спантеличена і підозріла щодо його реакції на фільм. П’єтро відвідує «Новий Олімп», яким більше не керує Тітті, а тепер це кінотеатр для дорослих. Там він бачить Ернесто, якого свого часу зустрічав з Енеєм. Ернесто розповідає, що Еней тепер відомий режисер. На вечірці Еней знайомиться з чоловіком на ім'я Антоніо, у них відразу зав'язується роман.
Рік 1993-й. Еней, Антоніо та Аліса у потязі, який вирушає на кінофестиваль. Еней вражена нещодавньою новиною про смерть Федеріко Фелліні та дивиться у вікно, де бачити П’єтро із Джулією в сусідньому потязі, який починає рухатися. П’єтро Енея не помітиі. Пізніше П'єтро, тепер офтальмолог, бачить інтерв'ю Енея на кінофестивалі по телевізову у своїй лікарні. У супермаркеті Еней зустрічає Тітті, яка запитує його, чому він ніколи не повернувся до кінотеатру, і згадує, що П’єтро залишив йому листа. У листі містився номер телефону П'єтро, за яким Еней телефонує, й дізнається, що зв'язок відключено. Пізніше фільм, який П’єтро та Еней бачили у «Новому Олімпі», демонструють по телевізору, і вони обоє дивляться його зі своїми партнерами. П’єтро вирішує поїхати до Риму, щоб знайти Енея, і потрапляє на його прес-конференцію. На запитання про нього, як про першого італійського режисера, який зробив камінг-аут, Еней називає свої стосунки з Антоніо, коханням усього його життя. П'єтро розчарований уходить. Тим часом Еней все ще приголомшений листом та спогадами про П’єтро.
Рік 2015-й. Еней знімає свій 14-й фільм. Трюк під час зйомок вийшов невдалим, і Енея терміново доставляють до лікарні після того, як скляний порошок засліпив його. Операцію проводить хірург П'єтро, який вражений, побачивши Енея особисто після майже 40 років. Операція пройшла успішно, Енею залишили пов'язку на очах на тиждень, поки він одужує. Під час зустрічі з командою лікування Еней впізнає голос П’єтро та запрошує його до своєї квартири, яка раніше належала бабусі Аліси. Вони обмінюються словами, але П’єтро йде до того, як Еней знімає з очей пов’язку. Джулія, прихильниця Енея, запрошує його на вечерю до себе та П’єтро. Еней приходить і вражений, дізнавшись, що його підозри були справедливими і що його лікарем справді був П’єтро. Під час обіду Джулія помічає, як П’єтро та Еней дивляться одне на одного. Після обіду, вона, із розбита серцем, оскільки П’єтро ніколи не дивився на неї таким чином, закликає його їти за коханим. П'єтро та Енея знову зустрічаються на вулиці, але, визнаючи, що їхні життя занадто різні, вони натомість обіцяють не забувати один одного. Вони розлучаються, знаючи, що їх життя було б зовсім іншим, якби вони не розлучилися 1978 року.

## У ролях
- Даміано Гавіно — Еней Монте
- Андреа Ді Луїджі — П'єтро Герарді
- Луїза Ранієрі — Тітті
- Грета Скарано — Джулія
- Аврора Джовінаццо — Аліса
- Альвізе Ріго — Антоніо
- Джанкарло Коммаре  — Ернесто «Молотов»
- Аннандреа Вітрано — Лаура

## Виробництво
Фільм є напівавтобіографічним, де елементи історії взяті з власного життя та кар’єри письменника та режисера Ферзана Озпетека. Він заявив: «Відправною точкою фільму є реальна історія, яка сталася зі мною в 70-х роках і яку я довго хотів використати як натхнення для створення фільму».
Зйомки відбувалися в Римі, зокрема в Муніципіо III та Монте-Сакро. Основні зйомки розпочалися в листопаді 2022 року.
Прем'єра тизер-трейлера фільму відбулася під час першої ночі музичного фестивалю в Сан-Ремо 2023. Офіційний трейлер був випущений 19 вересня 2023 року. Прем'єра фільму відбулася на Римському кінофестивалі 22 жовтня 2023 року. Пізніше він був випущений на Netflix 1 листопада.

## Сприйняття
Джон Суджа з «Common Sense Media» назвав фільм «розкішно знятим», але зазначив: «Хоча фільм трохи звивається в середній і останній третині, стрибаючи від кадру до кадру, неминуча розв’язка, мабуть, виглядає дещо антикульмінаційною до того часу, коли вона прокатується».
На 35-й церемонії вручення нагород GLAAD Media Awards він був номінований як «Кращий фільм – потокове передавання чи телебачення».